# Digimon Next
Digimon Next (デジモン ネクスト, Dejimon Nekusuto) est un manga japonais dérivé de la franchise médiatique Digimon. Illustré par Takeshi Okano et Tatsuya Hamazaki, il apparaît initialement le 17 décembre 2005 au magazine V Jump de Shueisha. Il apparaît par la suite en premier tome le 4 juillet 2006, et se termine au quatrième tome le 4 février 2008.
Le scénario suit Tsurugi Tatsuno, un garçon participant au tournoi Virtual Digimon Battle. À l'apparition d'un Kuwagamon dans le monde réel, son Greymon est amené à la vie afin de veiller sur lui. Tsurugi est invoqué dans le digimonde par Piximon afin de le sauver du maléfique Barbamon. Le partenaire de Tsurugi se dédigivolve par la suite en Agumon et font la rencontre d'autres personnages également destinés à sauver le digimonde des mains de Barbamon. Ils doivent arrêter ce dernier et ses sbires avant qu'ils ne prennent contrôle du digimonde et du monde réel. 
Aux États-Unis, la licence est rachetée puis le manga est publié par Tokyopop.